# عالقه
عالقة، هي تجمع سكاني تابع لقرى قبيلة الرهوة/ بني معجل بسراة غامد، تقع جنوب منطقة الباحة، وتسمى قرى عالقة ( عالقة الرهوة ) .